# Wang Meng (escritor)

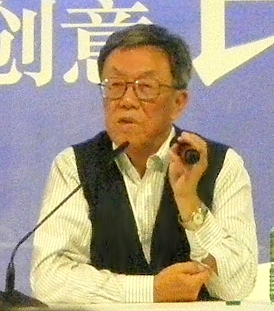
Wang Meng durante la Feria Internacional del Libro de Fráncfort, Alemania 2009.

Wang Meng (chino: 王蒙, pinyin: Wang Meng, (* Pekín, 15 de octubre de 1934 -  ) es un escritor y político chino.

## Biografía
Wang Meng nació en Pekín en 1934. Desde la escuela intermedia, se adhirió a la ideología comunista y en 1949 se unió oficialmente a la Liga de la Juventud Comunista.
Wang Meng ha publicado más de 60 libros desde 1955, incluyendo seis novelas, diez colecciones de cuentos, así como otras obras de ensayos poesía, prosa y crítica. Sus obras se han traducido y publicado en 21 idiomas diferentes.
En 1956 Wang publicó un artículo polémico, "Una nueva llegada en el Departamento de Organización" ("组织部 来 了 个 年轻人". Esto causó un gran alboroto y, posteriormente, le llevó a ser considerado como derechista ("右派 分子"). En 1963, fue enviado a la provincia de Xinjiang "新疆" para ser "reeducado" mediante el trabajo. Fue en gran parte durante este período de dificultades que acumuló la mayor parte de la experiencia que más tarde se convertiría en el material para sus cuentos y novelas. En 1979 fue rehabilitado y en 1980 fue invitado como residente en el International Writing Program de la Universidad de Iowa.
Se desempeñó como ministro chino de Cultura desde 1986 a 1989.

## Obras
- 100 Vislumbres a China: Corto Cuentos Cortos de China "(por Wang Meng, Jicai Feng, Wang Zengqi y otros) (Xu Yihe y Daniel J. Meissner). Pekín: Ediciones en Lenguas Extranjeras, 1989.
- Alienación "(Nance T. Lin Tong Qi y Lin). Hong Kong: Joint Publishing Co., 1993.
- Saludo bolchevique: Una novela modernista chino "(Wendy Larson). Seattle: University of Washington Press, 1989. Ganador del Premio  Historias de China, 1978-1979 "(por Liu Xinwu, Meng Wang, y otros). Pekín: Ediciones en Lenguas Extranjeras, 1981.
- Bola de Nieve "(Cathy Silber y Huang Deirdre). Pekín: Ediciones en Lenguas Extranjeras, 1989.
- The Butterfly and Other Stories "(intro. por Rui An). Beijing: Literatura China de 1983.
- La cepa de la Reunión "(Denis C. Mair). Pekín: Ediciones en Lenguas Extranjeras, 1989.
- La avena incrustada y otros cuentos "(Zhu Hong). Nueva York: George Braziller, 1994